# Kryštof Hádek
Kryštof Hádek (* 10. března 1982 Praha) je český herec. Je trojnásobným držitelem Českého lva (za filmy 3 sezóny v pekle z roku 2009, Kobry a užovky z roku 2015 a seriál Volha z roku 2023).

## Životopis
Má dva starší bratry, herce Matěje a lékaře Ondřeje. Herectví se začal věnovat právě kvůli staršímu bratrovi Matějovi.
Mezi jeho nejznámější filmové role patří četař Vojtíšek z filmu Tmavomodrý svět z roku 2001 režiséra Jana Svěráka. Hlavní roli ztvárnil ve snímku 3 sezóny v pekle režiséra Tomáše Mašína z roku 2009. Za tuto roli obdržel ocenění Český lev za mužský herecký výkon v hlavní roli. Objevil se rovněž v komedii Signál a filmové trilogii Bobule.
Jeho matka Jana Hádková je filmová režisérka a publicistka. Herectví se věnuje od dětství, kdy působil v Dismanově dětském rozhlasovém souboru. Studium herectví na Pražské konzervatoři nedokončil. Rok a půl herectví studoval na londýnské škole Academy Of Music And Drama Art. Pravidelně hrával v Městských divadlech pražských, hostoval i ve smíchovském Švandově divadle, nyní je k vidění v pražském divadle Studio DVA. Kromě divadelní a filmové práce působí v dabingu.
V roce 2010 byl zařazen Evropskou organizací pro propagaci a export filmů European Film Promotion (EFP) do seznamu Shooting Stars 2010.

## Filmografie
| Rok  | Název                               | Role                            | Poznámky                                                    |
| ---- | ----------------------------------- | ------------------------------- | ----------------------------------------------------------- |
| 1999 | Ze života pubescentky               | Rafael                          |                                                             |
| 1999 | Bakaláři                            | Jarda                           | televizní seriál                                            |
| 1999 | Přízraky mezi námi                  | Patrik                          | televizní seriál                                            |
| 2001 | Tmavomodrý svět                     | Karel Vojtíšek                  |                                                             |
| 2001 | Ex-pozice                           | Filip                           |                                                             |
| 2001 | Tuláci                              | Hary                            | televizní film                                              |
| 2002 | Výlet                               | mladík ze škodovky              |                                                             |
| 2002 | Černý slzy                          | Ken                             | televizní film                                              |
| 2005 | Strážce duší                        | David                           | televizní seriál                                            |
| 2006 | Lojzička je číslo                   | princ Evžen                     |                                                             |
| 2006 | Experti                             | Oskar                           |                                                             |
| 2007 | Bestiář                             | Honzík                          |                                                             |
| 2007 | Crash Road                          | Honza                           |                                                             |
| 2007 | Chyťte doktora!                     | strážmistr Barták               |                                                             |
| 2007 | Tři životy                          | Janek                           |                                                             |
| 2007 | Kosmos                              | Alexej                          |                                                             |
| 2008 | Raw                                 | Pavel Rebien                    | irský televizní seriál                                      |
| 2008 | Máj                                 | Valdemar                        |                                                             |
| 2008 | Bobule                              | Honza                           |                                                             |
| 2009 | Ďáblova lest                        | Vítek                           | televizní seriál                                            |
| 2009 | 3 sezóny v pekle                    | Ivan Heinz                      | Český lev za nejlepší mužský herecký výkon v hlavní roli    |
| 2009 | 2Bobule                             | Honza                           |                                                             |
| 2009 | Flickan                             | muž v baloně                    | [ 1 ]                                                       |
| 2011 | Čapkovy kapsy                       | Dr. Mejzlík                     | televizní seriál                                            |
| 2011 | 4teens                              | instruktor na snowboard         | televizní seriál                                            |
| 2011 | Soukromé pasti                      | Jakub                           | televizní seriál, díl: „V síti“                             |
| 2012 | Polski film                         | Kryštof Hádek                   |                                                             |
| 2012 | Signál                              | Kája                            |                                                             |
| 2013 | Nevinné lži                         | Kryštof                         | televizní seriál                                            |
| 2013 | Bez dotyku                          | Richard                         |                                                             |
| 2013 | Láska, soudruhu                     | Adam                            |                                                             |
| 2013 | Pod kůží                            | plavec                          |                                                             |
| 2013 | Příběh kmotra                       | Bohoušek                        |                                                             |
| 2014 | Clona                               | Roman Kadlec                    | televizní seriál                                            |
| 2014 | Všiváci                             | Eman                            |                                                             |
| 2014 | Život a doba soudce A. K.           | advokát Sehnal                  | televizní seriál                                            |
| 2014 | Neviditelní                         | Robert Vydra                    | televizní seriál                                            |
| 2015 | Případ pro exorcistu                | Jan Pánek                       | televizní seriál                                            |
| 2015 | Korunní princ                       | princ Karel                     | televizní film                                              |
| 2015 | Kobry a užovky                      | Kobra                           | Český lev za nejlepší mužský herecký výkon ve vedlejší roli |
| 2016 | Hlas pro římského krále             | Karel IV.                       | TV film                                                     |
| 2016 | Krycí jméno Holec                   | Jan Němec                       | rakousko-česká koprodukce                                   |
| 2016 | Prázdniny v Provence                | Filip Stárka                    |                                                             |
| 2016 | Lichožrouti                         | Hihlík                          | animovaný film, roli pouze namluvil                         |
| 2017 | Svět pod hlavou                     | Jan Marvan                      | televizní seriál                                            |
| 2017 | Mezihra v Praze                     | Jan Křtitel Antonín Boháč       |                                                             |
| 2017 | Zádušní oběť                        | důstojník Bruno                 | televizní film                                              |
| 2018 | Vzteklina                           | virolog Pavel Rogl              | televizní seriál                                            |
| 2018 | Dívka za zrcadlem                   | mladík na castingu              | televizní film                                              |
| 2018 | Backstage                           | režisér                         |                                                             |
| 2018 | Hurricane: Squadron 303             | Josef František                 | britský válečný film o 303. peruti RAF                      |
| 2019 | Úhoři mají nabito                   | Karlos                          |                                                             |
| 2019 | Rapl                                | Mates                           | televizní seriál, díl: „Kebab Aleppo“                       |
| 2019 | Všechno je jinak                    | vedoucí Král                    | internetový seriál                                          |
| 2019 | Klec                                | Daniel Baxa                     | televizní film                                              |
| 2019 | Princip slasti                      | Ota Valenta                     | televizní seriál                                            |
| 2019 | První akční hrdina                  | investigativní reportér Kryštof | krátký film                                                 |
| 2019 | Vlastníci                           | Čermák                          |                                                             |
| 2019 | Marie Terezie                       | Ludvík XV.                      | televizní minisérie                                         |
| 2020 | Modelář                             | Pavel                           |                                                             |
| 2020 | 3Bobule                             | Honza                           |                                                             |
| 2020 | Bourák                              | Dejvy                           |                                                             |
| 2020 | Ach, ta láska nebeská...            | promítač                        | televizní film                                              |
| 2020 | Protihráč                           | Petr                            | studentský film                                             |
| 2021 | Božena                              | Jaroslav Pospíšil               | televizní seriál                                            |
| 2021 | Prvok, Šampón, Tečka a Karel        | gay                             |                                                             |
| 2022 | Poslední závod                      | Bohumil Hanč                    |                                                             |
| 2022 | Grand Prix                          | Roman Kudrna                    |                                                             |
| 2023 | Volha                               | Standa Pekárek                  |                                                             |
| 2023 | Tajný zákop / ONEMANSHOW: The Movie | německý důstojník               |                                                             |
| 2023 | Oktopus                             | plk. Alex Schwarz               |                                                             |

## Práce pro rozhlas
- Jakob Wassermann: Kašpar Hauser, zpracováno v Českém rozhlasu v roce 2006 jako dvanáctidílná četba na pokračování. Z překladu Evy Pilařové pro rozhlas připravil Stanislav Migda, v režii Aleše Vrzáka četli: Hana Kofránková, Petr Křiváček, Alfred Strejček a Kryštof Hádek.[4]
- 2011 Pavel Brycz: Karla, Český rozhlas, režie Vlado Rusko, [5]

## Audioknihy
- Velký sešit, Agota Kristofová, vydala Audiotéka, srpen 2017
- Ostře sledované vlaky[6]

## Rozhovory
- Rozhovor k filmu Kobry a užovky[nedostupný zdroj]